# أنطوان بول
أنطوان بول (بالفرنسية: Antoine Pol)‏ هو عسكري وشاعر فرنسي، ولد في 26 أغسطس 1888 في دواي في فرنسا، وتوفي في 21 يونيو 1971 في Seine-Port ‏ في فرنسا.

## وصلات خارجية
- أنطوان بول على موقع ميوزك برينز (الإنجليزية)